# Mark Foster
Mark Derek Foster (n. 29 februarie, 1984) este un cântăreț american, compozitor și muzician, cel mai cunoscut drept cântărețul trupei Foster the People. După ce s-a străduit să creeze o trupă de succes la 20 de ani, Foster a avut în sfârșit marea sa pauză ca unul dintre cofondatorii Foster the People în 2009, împreună cu cei doi prieteni ai săi, Mark Pontius și Cubbie Fink. De atunci, trupa a lansat trei albume: Torches în 2011, Supermodel în 2014, și Sacred Hearts Club în 2017.